# Tom Clancy's Rainbow Six: Rogue Spear
Rainbow Six: Rogue Spear est le deuxième jeu de la série Rainbow Six basé sur l'œuvre de Tom Clancy. Le jeu a été développé et édité par Red Storm Entertainment. Il est sorti sous plate-forme Windows le 15 septembre 1999, puis sous Mac OS et Dreamcast en 2000, ainsi que sur PlayStation en 2001 et Game Boy Advance en 2002. Un port sur la PlayStation 2 fut annoncé puis annulé.
Ce jeu est basé sur le même moteur que le Rainbow Six original, avec un gameplay et une présentation similaire. On retrouve l'unité antiterroriste Rainbow dans un environnement qui privilégie le réalisme, la mise en place de plans d'action, la stratégie et le travail en équipe.

## Synopsis
Après la chute de l'Union soviétique en 1991, la situation économique en Russie et dans les pays de l'Est tombe dans le chaos ; le terrorisme dans la région devient un véritable fléau.
Prise d’otages au Musée d’Art de New York à l’occasion d’une exposition d’antiquités égyptiennes, tentative de libération d’un agent neurotoxique dans les réserves d’eau potable de la région d’Oman, détournement d’avion sont le fruit de l’implication de Samed Vezirzade, chef de la Mafia du Pétrole.
Un informateur mystérieux déclarant avoir été l’un de ses associés, et indigné par les actions entreprises par celui-ci, révèle l’emplacement de sa résidence, en Géorgie. La décision est prise d’y installer du matériel d’espionnage afin de connaître à l’avance le lieu de sa prochaine attaque…
Les écoutes effectuées dans sa datcha révèlent la prochaine tenue d’une vente d’armes réalisées par des membres de l’armée russe à un certain Maxim Kutkin, sur les docks de St Pétersbourg. Rainbow y saisira du plutonium provenant d’un site de dépôt d’armes russe.
L’informateur annonce la tenue d’une réunion de lieutenants de Vezirzade dans sa résidence. L’assaut y est donné et des preuves d’achat d’armes nucléaires y sont récupérées, indiquant que Kutkin rassemble des armes nucléaires quelque part en Sibérie.
Pour en connaître l’emplacement, Rainbow décide de placer la villa de Kutkin sous surveillance. En réaction à sa propre surveillance, Vezirzade fait retenir le président tchèque en otage à l’opéra de Prague, à cause de ses actions dirigées contre le grand banditisme.
Les investigations effectuées dans la villa de Kutkin ont finalement révélé l’emplacement exact de sa production d’armes nucléaires, qui se voit stoppée par l’intervention de Rainbow.
Entre-temps, Susan Holt, de l’institut des études stratégiques, révèle l’identité de l’informateur jusqu’ici anonyme : il s’agit de Lukyan Barzukov, le beau-père de Kutkin et chef de l’Autorité de Moscou, le gang le plus puissant de Russie.
Les hommes de Kutkin retiennent en réponse Susan Holt et Barzukov en otage dans sa résidence. Rainbow les libère et part à la poursuite de Kutkin en l’empêchant de remettre en personne deux bombes nucléaires aux hommes de Vezirzade, sur un chantier ferroviaire.
À la suite de son interrogatoire, un des mercenaires présents sur place a révélé l’emplacement de la base d’opération de Vezirzade, en Azerbaïdjan. Celui-ci est tué dans ses quartiers, à flanc de montagne.
Cependant, Kutkin ayant réussi à s'échapper de la zone ferroviaire de Moscou, se sait encerclé, et a pris d’assaut une centrale nucléaire en Ukraine avec le reste de ses hommes. Rainbow les neutralise avant qu’ils n’aient le temps de fermer le système de refroidissement.
Durant le debriefing final, la mort de Kutkin est confirmée. Son manoir en Russie est acquis par le "Parrain russe", dont l'assistance a été cruciale pendant les opérations de Rainbow. Celui-ci tire alors sur les mouchards laissés en place depuis une précédente opération de reconnaissance, afin de supprimer toute surveillance future de la mafia à partir du manoir.
Le terme "Rogue Spear" fut inventé par Tom Clancy et se réfère à la possession d'armes nucléaires par une entité non-gouvernementale.

## Missions
| Numéro | Date | Nom                       | Lieu              | Description                                                                               |
| ------ | ---- | ------------------------- | ----------------- | ----------------------------------------------------------------------------------------- |
| 1      | _    | Opération PANDORA TRIGGER | New York          | Libération d'otages                                                                       |
| 2      | _    | Opération ARTIC FLARE     | Japon             | Libération d'otages, désamorçage de bombe                                                 |
| 3      | _    | Opération SAND HAMMER     | Oman              | Libération d'otages, empêcher la libération d'une toxine                                  |
| 4      | _    | Opération LOST THUNDER    | Kosovo            | Libération d'otages                                                                       |
| 5      | _    | Opération PERFECT SWORD   | Bruxelles         | Libération d'otages                                                                       |
| 6      | _    | Opération CRYSTAL ARC     | Géorgie           | Placer des mouchards, désactiver des systèmes de sécurité                                 |
| 7      | _    | Opération SILENT DRUM     | Londres           | Libération d'otages                                                                       |
| 8      | _    | Opération FERAL BURN      | Saint-Pétersbourg | Neutraliser les terroristes                                                               |
| 9      | _    | Opération DIAMOND EDGE    | Mourmansk         | Capturer un colonel russe                                                                 |
| 10     | _    | Opération SILVER SNAKE    | Géorgie           | Récupérer des données informatiques                                                       |
| 11     | _    | Opération ORACLE STONE    | Saint-Pétersbourg | Placer des mouchards                                                                      |
| 12     | _    | Opération TEMPLE GATE     | Prague            | Libération d'otages                                                                       |
| 13     | _    | Opération SARGASSO FADE   | Sibérie           | Neutraliser les terroristes, placer des explosifs                                         |
| 14     | _    | Opération MAJESTIC GOLD   | Sibérie           | Neutraliser les terroristes, placer des explosifs                                         |
| 15     | _    | Opération FROST LIGHT     | Smolensk          | Libérer Lukyan, Barsukov et Susan Holt                                                    |
| 16     | _    | Opération HERO CLAW       | Moscou            | Neutraliser les terroristes, empêcher toute tentative d'évasion                           |
| 17     | _    | Opération EBONY HORSE     | Azerbaïdjan       | Neutraliser les terroristes et leur chef                                                  |
| 18     | _    | Opération ZERO GAMBIT     | Ukraine           | Empêcher l'explosion de la centrale nucléaire et neutraliser les terroristes et leur chef |

## Multijoueur
Le mode multijoueur de Rogue Spear est constitué de 3 plates-formes de jeu : GameSpy Arcade, MSN Gaming Zone et MPlayer.com, ce dernier ayant été racheté plus tard par GameSpy. Le multijoueur a eu un certain succès car il permettait de rassembler plusieurs milliers de joueurs en même temps. Après l'acquisition de MPlayer.com par GameSpy, MSN Games est devenu le plus populaire des deux jusqu'à ce que Microsoft ferme le service MSN Gaming Zone le 19 juin 2006. Des tournois ont permis de faire monter le niveau de jeu d'une partie des joueurs.

## Extensions

### Urban Operations
Cette première extension pour Rogue Spear a été commercialisée le 4 avril 2000, et fut développée et publiée par Red Storm Entertainment. Celle-ci ajoute huit nouvelles cartes et cinq cartes classiques issues du premier jeu Rainbow Six qui furent améliorées. On trouve également trois nouvelles armes à l'inventaire.
En Corée du Sud, l'extension fut re-publiée par KAMA Digital Entertainment et inclut deux missions exclusives et deux nouvelles armes.

### Covert Ops Essentials
Cette extension ne nécessite pas le jeu original Rogue Spear. Le système d'entraînement fut développé par Magic Lantern Playware, six des niveaux furent créés par Zombie Studios et trois d'entre eux le furent par Red Storm Entertainment. Elle fut mise en commercialisation le 28 septembre 2000. Cela incluait huit nouvelles missions, car ce jeu fut initialement développé comme un programme éducatif sur l'historique des unités antiterroristes réelles et de leurs tactiques.

### Black Thorn
Black Thorn fut développé par Red Storm Entertainment et publié par Ubisoft, et ne nécessitait pas non plus le jeu original Rogue Spear. Sortie le 15 décembre 2001, elle inclut neuf nouvelles cartes pour la campagne solo. Dans la version américaine, la huitième mission fut modifiée d'un aéroport à un terminal d'autobus, et une mission comprenant un avion A380 fut supprimée, ceci à cause des attaques du 11 septembre 2001, ce qui a occasionné un report de la date de sortie. On peut trouver six nouvelles cartes multijoueur, dix nouvelles armes, et une variation du mode multijoueur Loup Solitaire, où le dernier survivant du round devient le Loup Solitaire, qui doit abattre tous les autres joueurs. Le synopsis met en scène un ancien membre des SAS mentalement dérangé qui défie l'équipe Rainbow, avec des reconstitutions d'attaques terroristes réelles, comme le raid d'Entebbe ou la prise d'otages dans une ambassade japonaise à Lima en 1996.

#### Synopsis
Prise d’otages de dignitaires à l’ambassade japonaise de Caracas, de touristes sur un bateau de croisière italien au large de Tunis, de passagers d’un car dans la ville de Loyada à Djibouti, par un mystérieux groupe terroriste n’exprimant aucune revendication : telle sont les nouvelles épreuves auxquelles sont confrontés les membres de Rainbow.
Ces terroristes retiennent désormais des casques bleus de l’ONU en otage dans un camp situé en plein cœur de la jungle du Nigéria. Le leader de l’escouade terroriste capturé par Rainbow, révèle qu’un homme appelé “Le Copieur” organise ces répliques d’attaques terroristes (réelles) ayant eu lieu dans le passé.
Les prises d’otages se poursuivent dans un hôpital thaïlandais où sont retenus le personnel et des patients, les passagers d’un train immobilisé dans une gare néerlandaise, et des voyageurs à l’aéroport de Mombasa au Kenya.
John Clark apprend l’identité du Copieur, révélé après analyse des images prises par un reporter depuis un hélicoptère filmant un individu observant l’intervention de Rainbow à la gare, depuis un immeuble abandonné. Il s’agit d’un certain David Newcastle, ancien membre du SAS démis de ses fonctions pour de graves sévices commis sur des terroristes capturés. Ayant un temps voulu rejoindre Rainbow, ce qui lui a été refusé à cause de ses actes, il décide de s’en venger afin de le mettre à l’épreuve dans le but de révéler son existence au grand public, ce qui provoquerait sa dissolution.
Sachant son identité révélée, Newcastle précipite ses plans en faisant capturer le secrétaire général de l’ONU dans son hôtel de Milan. Celui-ci libéré des mercenaires, Newcastle organise en personne, et avec l’appui de ses hommes, la capture du personnel de sécurité du village olympique d’Athènes, en se repliant sur le centre de conférences situé à proximité. Newcastle y aura joué sa dernière carte.